# ファーラ・ジェーラ・ダッダ
ファーラ・ジェーラ・ダッダ（伊: Fara Gera d'Adda  ( 音声ファイル)）は、イタリア共和国ロンバルディア州ベルガモ県にある、人口約7,900人の基礎自治体（コムーネ）。

## 地理

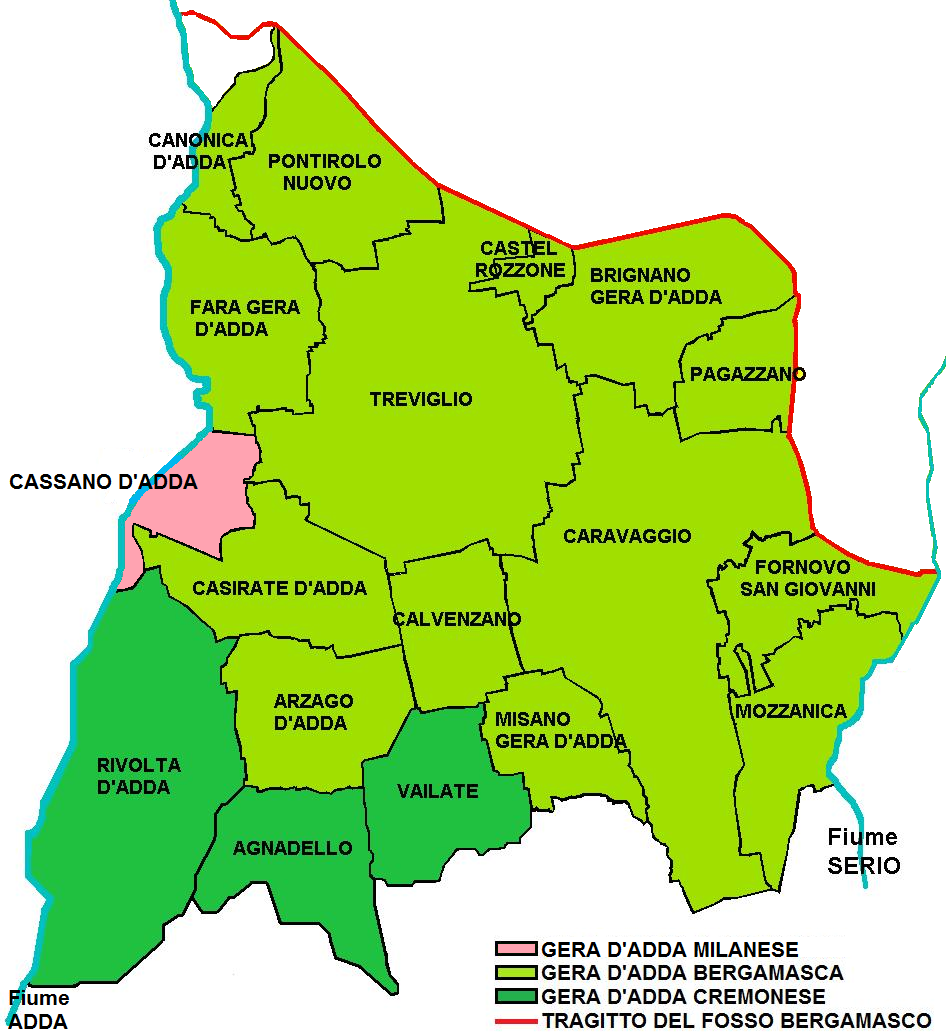
ジェーラ・ダッダ地方は3県にまたがる。赤線はフォッソ・ベルガマスコで、アッダ川とセーリオ川を結ぶ部分が示されている。

### 位置・広がり
ベルガモ県南西部、ジェーラ・ダッダ地方のコムーネ。アッダ川左岸（東岸）に位置し、県都ベルガモから南西へ19km、州都ミラノから東北東へ29kmの距離にある。

#### 隣接コムーネ
隣接するコムーネは以下の通り。括弧内のMIはミラノ県所属を示す。
| - カノーニカ・ダッダ - カッサーノ・ダッダ (MI) - ポンティローロ・ヌオーヴォ - トレヴィーリオ - ヴァプリオ・ダッダ (MI) |

### 地勢・地形
- 河川：アッダ川

### 地震分類
イタリアの地震リスク階級 (it) では、3 に分類される
。

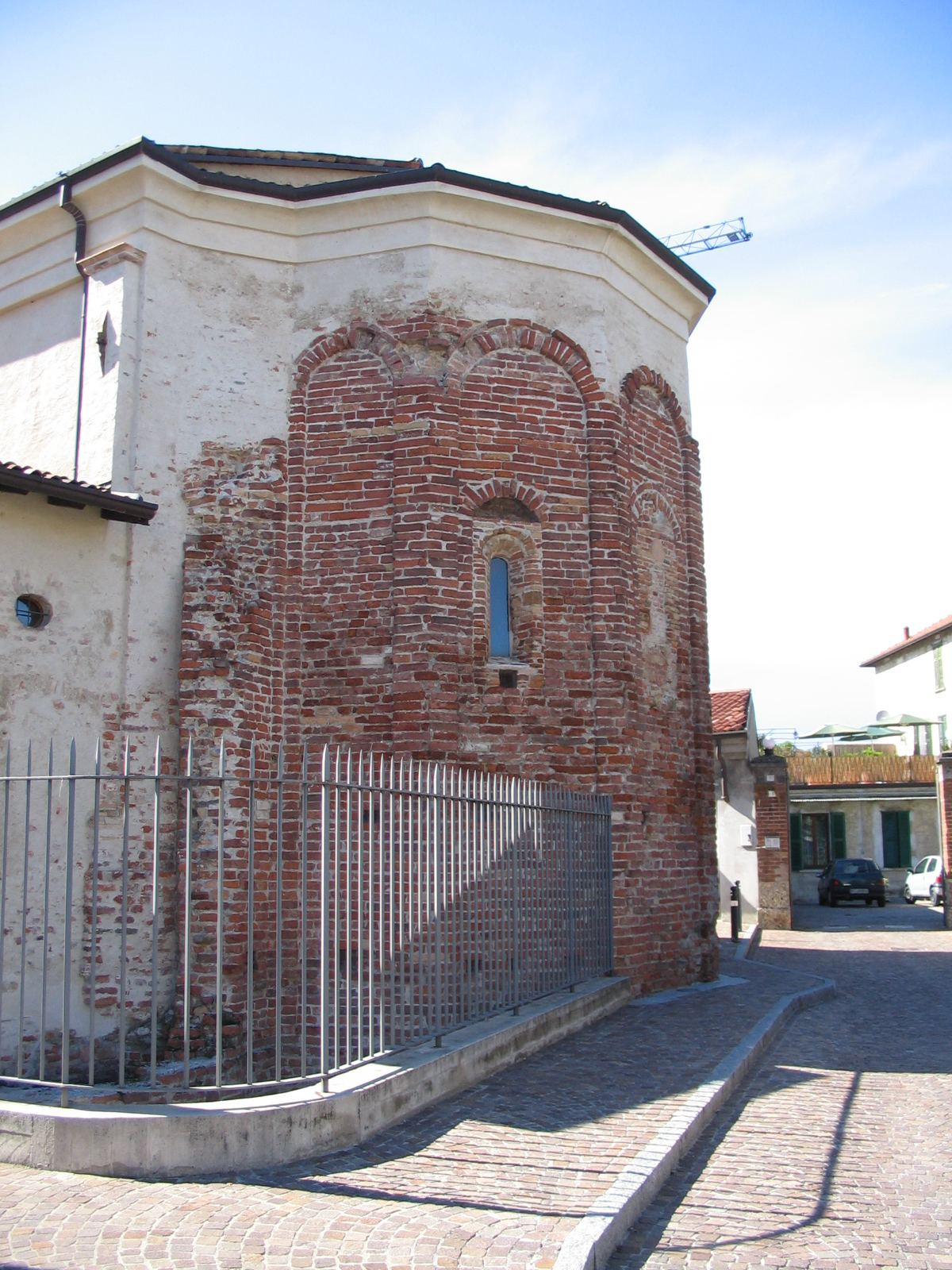
Basilica Autarena
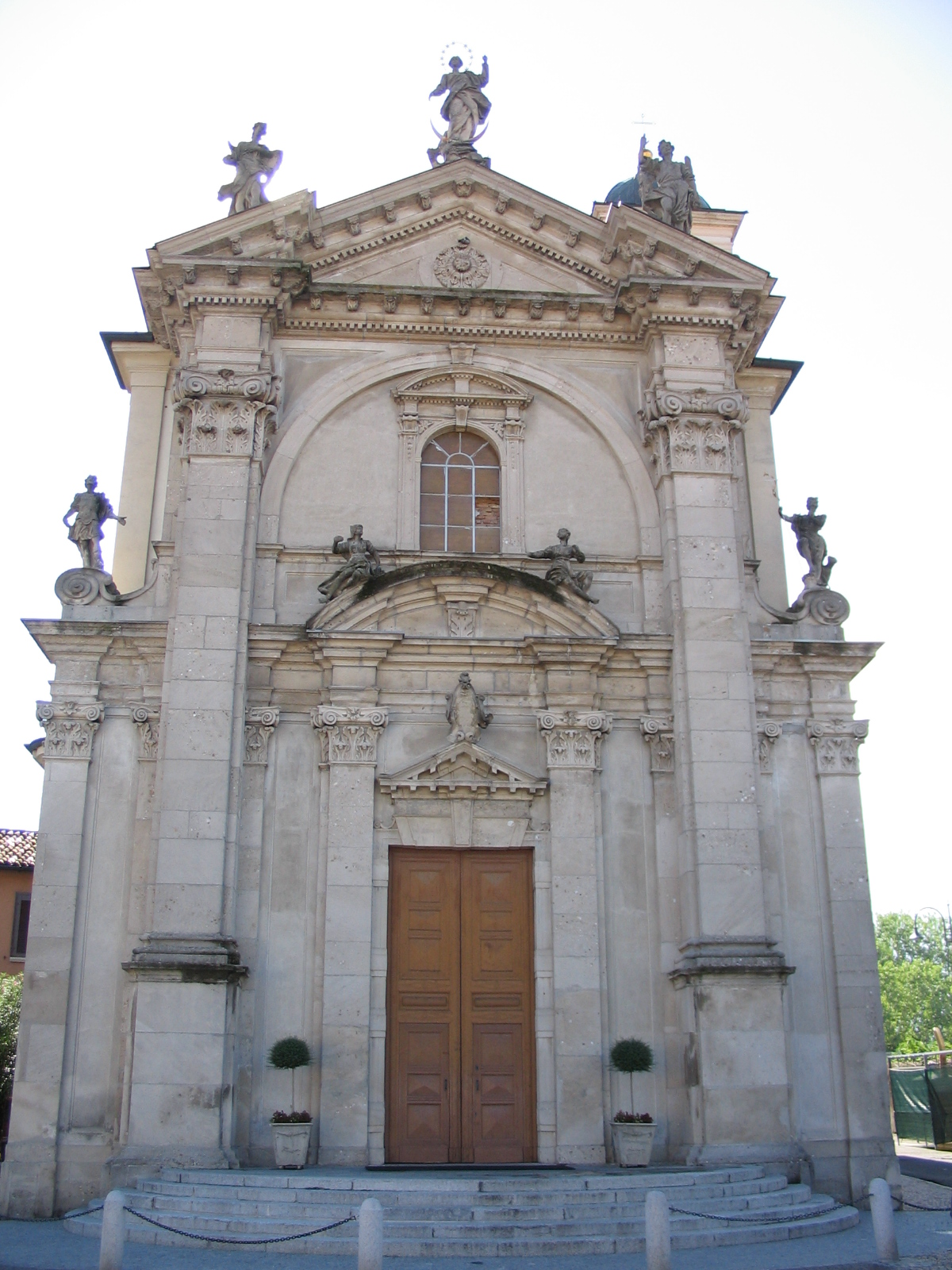
Parrocchiale